# Gea Riva
Gea Riva (Milano, 27 ottobre 1985) è una doppiatrice italiana.

## Biografia
Collaboratrice del teatro Zazie di Milano dal 2001 al 2003, nello stesso anno si il diploma al liceo linguistico internazionale Oxford. Successivamente lavora con diversi registi teatrali, tra cui Mattia Sebastiano, Renzo Martinelli e Fabio Mazzari. Diplomatasi nel 2007 presso il Centro Teatro Attivo di Milano, dal 2008 lavora presso i maggiori studi di doppiaggio e speakeraggio per produzioni quali film, telefilm, cartoni animati, videogiochi, documentari, spot pubblicitari per radio e televisione. Dal 2017 è sposata con il doppiatore Paolo De Santis, dal quale ha avuto una figlia, Margherita, nel 2019. Al pari del marito è attiva anche a Roma.

## Doppiaggio

### Cinema
- Élodie Fontan in Non sposate le mie figlie!, Non sposate le mie figlie! 2, Riunione di famiglia - Non sposate le mie figlie! 3
- Esther Garrel in Marguerite & Julien - La leggenda degli amanti impossibili
- Mila Kunis in Bad Moms - Mamme molto cattive
- Karen Gillan in Jumanji - Benvenuti nella giungla
- Ailín de la Caridad Rodriguez in Sergio & Sergei - Il professore e il cosmonauta
- Gugu Mbatha-Raw in The Cloverfield Paradox
- Amber Heard in Come ti ammazzo l'ex
- Sami Gayle in Detachment - Il distacco
- Paz de la Huerta in Enter the Void
- Lindsey Morgan in Disconnected - La vita in un click
- Mariah Bonner in Universal Soldier - Il giorno del giudizio
- Nora Arnezeder in Angelica
- Izïa Higelin in Samba
- Melissa Ordway in Il luogo delle ombre
- Zakaria-Tayeb Lazab in La mélodie - Suona sogna vola
- Emmy Rossum in Qualcosa di buono
- Zuzana Vejvodová in Fotograf
- Natalie Martinez in Self/less
- Marleyda Soto in Un mondo fragile
- Melanie Papalia in Smiley
- Jena Malone in The Neon Demon
- Zazie Beetz in Geostorm
- Casey Wilson in The Disaster Artist
- Amanda Seyfried in Mamma Mia! Ci risiamo
- Adria Arjona in Morbius
- Jaina Lee Ortiz in Art Squad - Gli artisti del furto
- Sakura Andō in Godzilla Minus One
- Katy O'Brian in Love Lies Bleeding
- Mandip Gill in This Time Next Year - Cosa fai a Capodanno?
- Lola Naymark in La gazza ladra
- Lisette Pagler in Due fuori pista 2
- Megan Fox in Subservience
- Vanessa Kirby ne I Fantastici Quattro - Gli inizi

### Serie televisive
- Cristin Milioti in How I Met Your Mother, Made for Love
- Ali Wong in Lo Scontro - Beef
- Ari Graynor in I'm Dying Up Here - Chi è di scena?
- Nathalia Ramos in Anubis
- Phoebe Fox in The Great
- Molly Tarlov in Diario di una nerd superstar
- Gracie Dzienny in Super Ninja
- Charlotte Arnold in Degrassi: The Next Generation
- Erika Fong in Power Rangers Samurai
- Caitlin McCarthy in Watch Over Me
- Laya Lewis in Skins
- Katie Stevens in Faking It - Più che amiche
- Samira Wiley in The Handmaid's Tale
- Erica Dasher in Jane stilista per caso
- Mindy Kaling in The Mindy Project
- Camille Spirlin in Marvin Marvin
- Adelaide Kane in Power Rangers RPM
- Sandra Blázquez in Tierra de Lobos - L'amore e il coraggio
- Jae Suh Park in Compagni di università
- Hannah Dunne in Mozart in the Jungle
- Aliette Opheim in Patriot
- Marian Aguilera in Omicidi - Unità speciale
- Pihla Viitala in Deadwind
- Odette Annable in  Supergirl
- Lorenza Izzo in Feed the Beast
- Veerle Baetens in Tabula rasa
- Nina Mélo in Nina
- Minka Kelly in Titans (st. 1)
- Natalie Krill in Wynonna Earp
- Kate Miner in Shameless
- Erana James in The Wilds
- Imogen Poots in Outer Range
- Ali Ahn in Agatha All Along

### Film d'animazione
- Stacie Roberts in Barbie - Il Natale perfetto, Barbie e il cavallo leggendario, Barbie e il tesoro dei cuccioli, Barbie e la ricerca dei cuccioli, Barbie and Stacie to the Rescue
- Lucy Loud in A casa dei Loud: Il film, Il tempo delle spie - Il film di A casa dei Loud
- Amelia Ann McFly in Trigun: Badlands Rumble
- Gidget in Eureka Seven - Il film: Good Night, Sleep Tight, Young Lovers
- Julia Crichton in Fullmetal Alchemist - La sacra stella di Milos
- Principessa Meredith in Barbie - La principessa e la popstar
- Mewtwo in Il film Pokémon - Genesect e il risveglio della leggenda
- Tini in Zambezia
- Nina Price in Hulk - Nella terra dei mostri
- Bella in Barbie - Nel mondo dei videogame
- Fuku in Blame!
- Eva in One Piece - Avventura sulle isole volanti
- Shizune in Naruto Shippuden - Il film: La torre perduta
- Tashigi in One Piece Stampede - Il film
- Maria in Doraemon - Il film: Nobita e l'isola del tesoro
- Angie in City Hunter The Movie: Angel Dust
- Mikuri in My Oni Girl
- Phoebe in Saving Bikini Bottom
- Remedios Custodio in Overlord - Il film: Capitolo del Santo Regno

### Serie animate
- Hiroki Ishiyama e Milly Solovieff (2ª voce) in Code Lyoko
- Tsumuji in School Rumble
- Keroppi in Le avventure di Hello Kitty
- Electra in Le principesse del mare
- Hoho in Ni Hao, Kai-Lan
- Gabby in Il mio amico Rocket
- Jake (2ª voce) in Il piccolo regno di Ben e Holly
- Jeera in Tak e la magia Juju
- C.C. in Code Geass: Akito the Exiled
- Giovia e Ursula in Pokémon Diamante e Perla
- Ventus Oberus, Ventus Skyress e Chan Lee in Bakugan Battle Brawlers: New Vestronia
- Liebe in The Qpiz
- Nalle in Il mondo segreto di Ani Yoko
- Alice in Dreamkix
- Miko Nakadai in Transformers: Prime
- Deema in Bubble Guppies - Un tuffo nel blu e impari di più
- Silver Spoon, Daring Do, Derpy e Princess Ember in My Little Pony - L'amicizia è magica
- Cherie in The DaVincibles
- Stacie Roberts in Barbie - Life in the Dreamhouse e Barbie Dreamhouse Adventures
- Sue Patterson in Littlest Pet Shop
- Kimberly e Cathy in Rocket Monkeys
- Lucy Loud in A casa dei Loud
- Bala Gasgula in Inazuma Eleven GO Galaxy
- Penny Brown in L'ispettore Gadget
- Topo Tommaso in Giulio Coniglio
- Fee in Harvey Beaks
- Kiki in Fresh Beat Band: Le Spie
- Nella in Pokémon Sole e Luna e Pokémon Sole e Luna - Ultravventure
- Pepe in Shugo Chara - La magia del cuore
- Bako in My Melody - Sogni di magia
- Kiwi, Portuguese D. Ace (da bambino) e Tashigi (3ª voce) in One Piece
- Hikari Hanazono in Special A
- Melody Piper e Jillian Beanstalk in Ever After High
- Mirai Onosawa in Tokyo Magnitude 8.0
- Noel in Claymore
- Sayaka Miki in Puella Magi Madoka Magica
- Coorah in Kulipari: L'esercito delle rane
- Saeko Busujima in Highschool of the Dead
- Rebecca Silver in Bat Pat
- Professoressa Magnolia (2ª voce) in Pokémon Sole e Luna - Ultravventure e Pokémon Sole e Luna - Ultraleggende
- Mavis Dracula in Hotel Transylvania - La serie
- Amanda O'Neill in Little Witch Academia
- Gwen Grande in Polly Pocket
- Chizuru Ōshima in My Little Monster
- Milady in 44 gatti
- Mostro di Frankenstein in Fate/Apocrypha
- Mitzi in Winx Club (st. 8)
- Akako Koizumi in Magic Kaito 1412
- Pike Trickfoot in La leggenda di Vox Machina
- Hiling in Ranking of Kings
- Irina Jelavić in Assassination Classroom
- Daki in Demon Slayer
- Leinas Rockbruise in Overlord
- Akane Sawatari in Chainsaw Man
- Justice in Zenshu
- Ayame Sarutobi in Gintama (ep.50+)
- Ozen in Made in Abyss
- Semiu Grier in Gachiakuta
- Yu Xia in Link Click
- Yūna Konnyaku in Kage kara Mamoru!
- Hinata Sakaguchi in That Time I Got Reincarnated as a Slime
- Tayuya in Naruto
- Tia in Isekai Farming - Vita contadina in un altro mondo
- Ms. Rosemary in Unicorn Academy
- Iria Solari in Gundam: Requiem for Vengeance
- Seiko Ayase in DanDaDan (ediz. Crunchyroll)
- Karen Kohiruimaki Llenn in Sword Art Online Alternative: Gun Gale Online
- Lisa Lisa in Battle Tendency[2]
- Hikari Shinomiya in Kaiju No. 8

### Film TV e miniserie
- Katharine Isabelle in Robin Hood - Il segreto della foresta di Sherwood
- Lindsey Morgan in Disconnected - La vita in un click
- Angela Trimbur in La festa (peggiore) dell'anno
- Susan Griffith in My Super Psycho Sweet 16
- Emily VanCamp in Oltre la lavagna - La scuola della speranza

### Telenovelas
- Camila Bordonaba in Rebelde Way (1º doppiaggio)
- Rebeca Alemañy in Una vita
- Nathalie Guerrero in Isa TVB
- Carmen Aub in Niñas mal

### Reality show
- Sophie Kasaei in Geordie Shore
- Elettra Lamborghini in Super Shore

### Videogiochi
- Nami in League of Legends (2009)
- Queenie Allaire e Anne-Marie Allaire in Hollywood Monsters 2 (2011)[3]
- Ellie in The Last of Us (2013),[4] The Last of Us: Left Behind (2014),[4] The Last of Us Parte II (2020)[5]
- Melanie Lemay in Assassin's Creed IV: Black Flag (2013),[6] Assassin's Creed: Rogue (2014)
- Amanda Ripley in Alien: Isolation (2014)[7]
- Ferra in Mortal Kombat X (2015)[8]
- Li li in Heroes of the Storm (2015)[9]
- Tracer in Heroes of the Storm (2015),[9] Overwatch (2016),[10] Overwatch 2 (2022)[11]
- Nadia in Rise of the Tomb Raider (2015)[12]
- Nadine Ross in Uncharted 4: Fine di un ladro (2016),[13] Uncharted: L'eredità perduta (2017)[13]
- Cassandra in Mafia III (2016)[14]
- Paula in Dead Rising 4 (2016)[15]
- Dinah Lance/Black Canary in Injustice 2 (2017)[16]
- Mars hidden NPC in Destiny 2[17]
- Ginny Williams in Wolfenstein II: The New Colossus (2017)
- Faith Seed in Far Cry 5 (2018)[18]
- Pizia, Notte l'Ombra e Rossane/Anais in Assassin's Creed: Odyssey (2018)[19]
- Bangalore in Apex Legends (2019)[20]
- Giul in Metro Exodus (2019)[21]
- Maddy Cho in Marvel's Avengers (2020)[22]
- Veggente e Valka in Assassin's Creed: Valhalla (2020)[23]
- Karina Lee e Ofelia Sirawian/Patricia in Cyberpunk 2077 (2020)[24]
- Lady Zurkon e Miss Zurkon in Ratchet & Clank: Rift Apart (2021)[25]
- Karlee in Back 4 Blood (2021)[26]
- Clarice Stokes in The Dark Pictures: House of Ashes (2021)[27]
- Zam Wesell in LEGO Star Wars: La saga degli Skywalker (2022)[28]
- Kaitlyn in The Quarry (2022)[29]
- Rabbid Peach e Jeanie in Mario + Rabbids Sparks of Hope (2022)[30]
- Talia al Ghul in Gotham Knights (2022)[31]
- Yume Tanaka in Grid: Legends (2022)[32]
- Barbaro (femmina) in Diablo IV (2023)[33]
- Li Mei e Janet Cage in Mortal Kombat 1 (2023)[8]
- Ruby in Rainbow High: Runway Rush (2023)[34]
- Stacie e Moira in Barbie Progetto Amicizia (2024)[35]
- Litho 1 e Maja in Enotria: The Last Song (2024)[36]
- Gemma in Monster Hunter Wilds (2025) [37]

## Teatrografia
- Huis Clos - Porte chiuse, regia di Fabio Mazzari
- Gorkij Vision, regia di Mattia Sebastiano e Benedetta Laurà
- Morbid di Fausto Paravidino, regia di Renzo Martinelli

## Radio
- Speaker del notiziario della web radio Good Morning Architecture

## Riconoscimenti
La Musa d'Oro 2024: Miglior Doppiatrice Serie TV per Ali Wong in Beef